# Linea Kesennuma

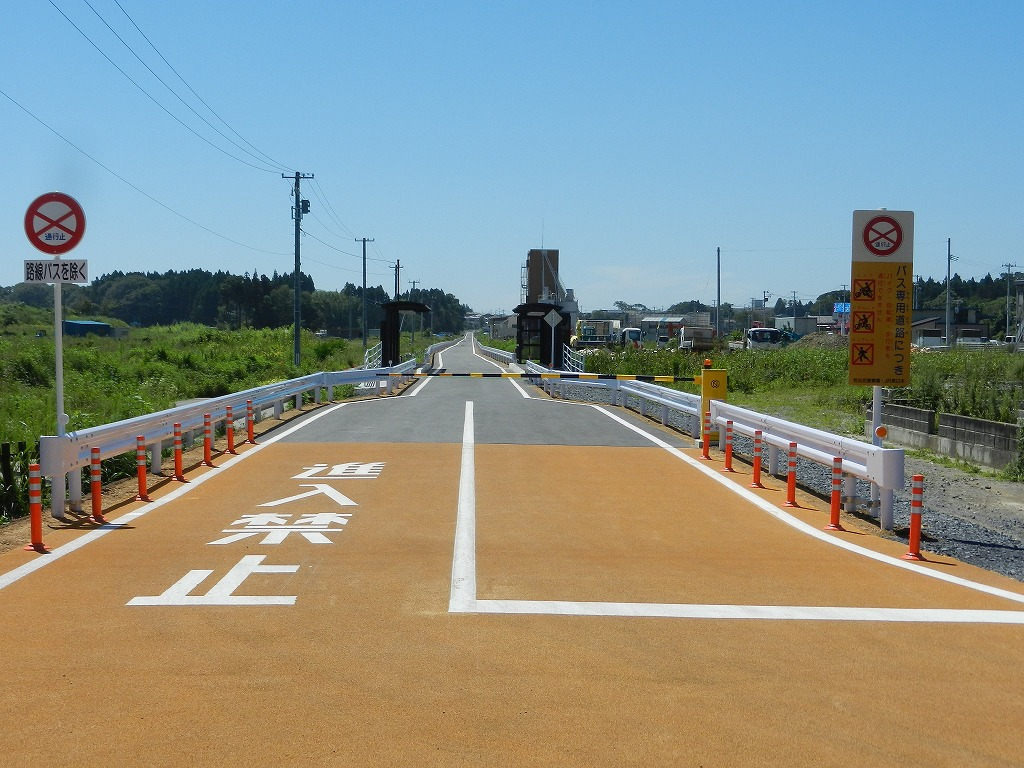
Vista del percorso BRT in sede riservata che ha sostituito gran parte del tracciato orientale della ferrovia a seguito dei danni dello tsunami

La linea Kesennuma (気仙沼線?, Kesennuma-sen) è una linea ferroviaria giapponese a carattere regionale gestita dalla JR East a scartamento ridotto che collega le stazioni di Maeyachi nella città di Ishinomaki e di Kesennuma, nella città di omonima, tutte nella prefettura di Miyagi. A seguito dei gravissimi danni inferti dal terremoto e maremoto del Tōhoku del 2011, la tratta attiva è compresa fra Maeyachi e Yanaizu, e il tracciato rimanente, fino a Kesennuma è stato sospeso e sostituito da un percorso BRT (autobus in corsia totalmente riservata).

## Servizi
Sebbene il capolinea ferroviario della linea Kesennuma sia Maeyachi, dal punto di vista del traffico tutti i treni proseguono fino alla stazione di Kogota a Misato, o proseguono fino alla stazione di Sendai in certe fasce orarie. Questi treni fermano anche a Kami-Wakuya e Wakuya, sulla linea Ishinomaki.

## Stazioni
| Stazione          | Giapponese         | Distanza interst. | Distanza da Maeyachi | Loc. | Collegamenti     | Posizione     |
| ----------------- | ------------------ | ----------------- | -------------------- | ---- | ---------------- | ------------- |
| Maeyachi          | 前谷地             | -                 | 0.0                  | ●    | Linea Ishinomaki | Ishinomaki    |
| Wabuchi           | 和渕               | 3.2               | 3.2                  | ●    |                  | Ishinomaki    |
| Nonodake          | のの岳             | 3.0               | 6.2                  | ●    |                  | Wakuya        |
| Rikuzen-Toyosato  | 陸前豊里           | 4.1               | 10.3                 | ●    |                  | Tome          |
| Mitakedō          | 御岳堂             | 3.3               | 13.6                 | ●    |                  | Tome          |
| Yanaizu           | 柳津               | 3.9               | 17.5                 | ●    |                  | Tome          |
| Rikuzen-Yokoyama  | 陸前横山           | 4.8               | 22.3                 | ●    |                  | Tome          |
| Rikuzen-Togura    | 陸前戸倉           | 7.2               | 29.5                 | ●    |                  | Minamisanriku |
| Shizugawa         | 志津川             | 4.2               | 33.7                 | ●    |                  | Minamisanriku |
| Bayside Arena     | ベイサイドアリーナ | 2.4               | 36.1                 | ●    |                  | Minamisanriku |
| Shizuhama         | 清水浜             | 4.5               | 38.2                 | ●    |                  | Minamisanriku |
| Utatsu            | 歌津               | 4.1               | 42.3                 | ●    |                  | Minamisanriku |
| Rikuzen-Minato    | 陸前港             | 2.6               | 44.9                 | ●    |                  | Minamisanriku |
| Kurauchi          | 蔵内               | 1.8               | 46.7                 | ●    |                  | Kesennuma     |
| Rikuzen-Koizumi   | 陸前小泉           | 2.0               | 48.7                 | ●    |                  | Kesennuma     |
| Motoyoshi         | 本吉               | 2.8               | 51.5                 | ●    |                  | Kesennuma     |
| Koganezawa        | 小金沢             | 3.1               | 54.6                 | ●    |                  | Kesennuma     |
| Ōya-Kaigan        | 大谷海岸           | 3.7               | 58.3                 | ●    |                  | Kesennuma     |
| Rikuzen-Hashikami | 陸前階上           | 3.3               | 61.6                 | ●    |                  | Kesennuma     |
| Saichi            | 最知               | 1.7               | 63.3                 | ●    |                  | Kesennuma     |
| Matsuiwa          | 松岩               | 2.3               | 65.6                 | ●    |                  | Kesennuma     |
| Minami-Kesennuma  | 南気仙沼           | 2.7               | 68.3                 | ●    |                  | Kesennuma     |
| Fudōnosawa        | 不動の沢           | 1.3               | 69.6                 | ●    |                  | Kesennuma     |
| Kesennuma         | 気仙沼             | 3.2               | 72.8                 | ●    | Linea Ōfunato    | Kesennuma     |

## Materiale rotabile
- Automotrice diesel KiHa serie 110
- Hino Blue Ribbon City(BRT)